# 马尼昂 (奥布省)
马尼昂（法語：Magnant，法語發音：[maɲɑ̃]）是法国奥布省下辖的一个市镇，属于特鲁瓦区。

## 地理
马尼昂（48°10'13"N, 4°25'21"E）面积15.32 平方千米，位于法国大東部大區奥布省，该省份为法国中北部省份，北起马恩省，西接塞纳-马恩省，西南至约讷省，东南至科多尔省，东临上马恩省。
与马尼昂接壤的市镇（或旧市镇、城区）包括：塞纳河畔巴尔、伯雷、布尔吉尼翁、阿尔斯河畔比克西耶尔、弗拉利涅、蒂耶夫兰、维利昂特罗德。

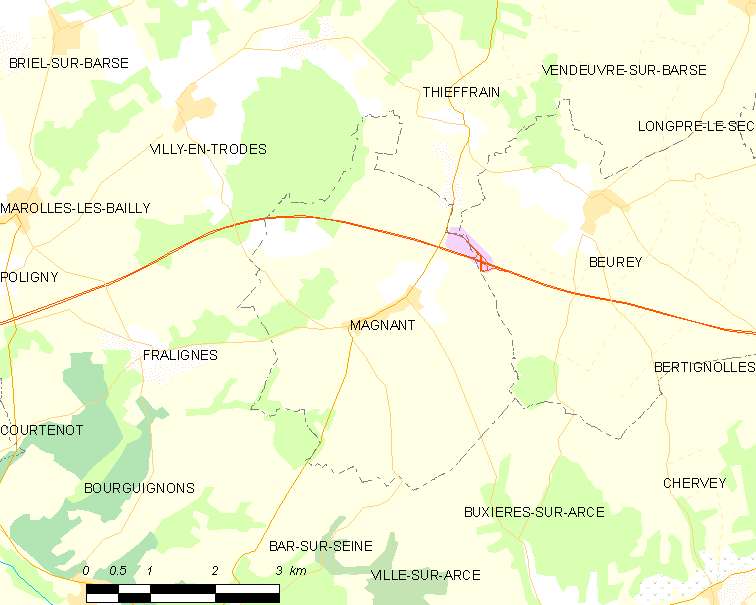
的OSM定位图

马尼昂的时区为UTC+01:00、UTC+02:00（夏令时）。

## 行政
马尼昂的邮政编码为10110，INSEE市镇编码为10213。

## 政治
马尼昂所属的省级选区为塞纳河畔巴尔县。

## 人口

1962-2008年间人口变化图示

马尼昂于2022年1月1日时的人口数量为163人。